# Janusz Ignacy Gronowski
Janusz Ignacy Gronowski (ur. 2 stycznia 1935 w Korcu, zm. 14 czerwca 2024 we Wrocławiu) – polski tyczkarz, olimpijczyk.

## Życiorys
Syn Ignacego (zginął w czasie wojny) i Stanisławy Nowackiej. Ukończył I Gimnazjum Ogólnokształcące we Wrocławiu (1952) i rozpoczął studia na tamtejszej Politechnice (1953), które ukończył na Wydziale Inżynierii Sanitarnej i Wodnej Politechniki Warszawskiej, gdzie otrzymał tytuł mgr inż. budownictwa. 
W latach 1955–1959 był zawodnikiem Gwardii Wrocław, w roku 1960 przeniósł się do Gwardii Warszawa, którą reprezentował przez sześć lat, 18-krotny reprezentant Polski w meczach międzypaństwowych 1957-1963 (6 zwycięstw indywidualnych), 3-krotny mistrz (1960-62) i 3-krotny rekordzista Polski w skoku o tyczce (4,56, 4,65, 4,69). Rekord życiowy ustanowił 1 maja 1963 roku w Lahti (4,80 m). W 1960 roku w Rzymie na Igrzyskach Olimpijskich odpadł w kwalifikacjach osiągając wynik 4,20. Uczestnik Uniwersjady w Sofii w 1961 roku i Mistrzostw Europy w Belgradzie (1962). Odznaczony Krzyżem Kawalerskim Orderu Odrodzenia Polski (1984). 

## Życie prywatne
Rozwiedziony, miał czworo dzieci. 